# Ön, Umeå
Ön är en närmare tre km lång ö och dessutom stadsdel med inte fullt 300 invånare, belägen mitt i Umeälven i centrala Umeå.

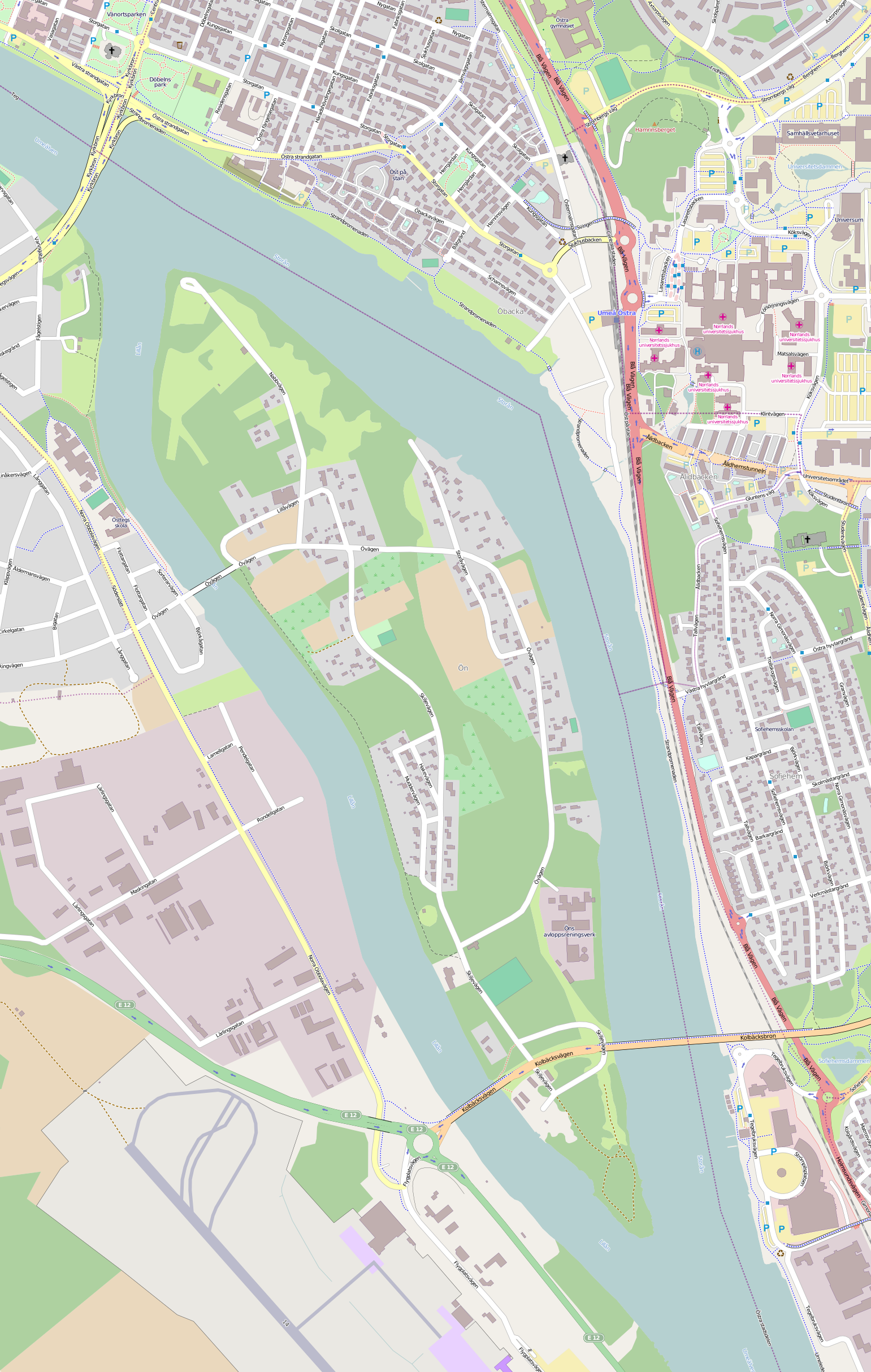
Kartbild över Ön.

Ön har ett hundratal hushåll, men består i övrigt mestadels av skog samt delvis igenväxande jordbruksmarker. Ön är 2,7 km lång och som mest 630 meter bred. Ytan är omkring 1,2 km2. Antalet boende på Ön uppskattas till 280, varav fler än 100 är under 25 år (2014). 
Öns sydvästra sida vetter mot Östteg och Umeå flygplats och skiljs från fastlandet av Lillån, den smalare av Umeälvens älvfåror. På motsvarande sätt åtskiljs nordvästra delen av Ön från Öst på stan, Öbacka och Sofiehem av Storån. En hängbro mellan Ön och Teg byggdes 1915, men ersattes på 1970-talet av en betongbro.
Sedan 2001 har E4 dragits över Ön och Umeälven via Kolbäcksbron, och något hundratal meter av Öns sydspets har tagits i anspråk som vägsträcka mellan de båda broarna över Lillån och Storån. Sedan 1950-talet har man tagit sig till Ön via en smal bilbro från Tegssidan.

## Historia
Ön uppstod under senmedeltiden, då landhöjningen torrlade området, och har varit bebyggd sedan 1500-talet. År 1571 fanns i byn på Öns östra sida nio bondgårdar, och bönderna kombinerade ofta jordbruket med fiske, främst av lax. Odlingsmarken förlades i öster och nordväst på Önabben, medan södra delen av Ön länge var helt skogbevuxen. Öns och Tegs bönder hade gemensamma utmarker – med beten, ängsmarker och kvarnar i bäckarna – på älvens östra sida, på nuvarande Sofiehem, Ålidbacken och universitetsområdet.
Befolkningstalet höll sig länge tämligen stabilt. I början av 1700-talet anlades en skutbyggningsplats där flertalet av ortens fartyg byggdes. Efter landsfältskären Olof Littorins upptäckt av en hälsobrunn, som invigdes år 1770, ökade stadsbornas intresse för Ön; först genom brunnsvistelser och från senare hälften av 1800-talet genom att bygga sommarvillor.

### Flottningsepoken

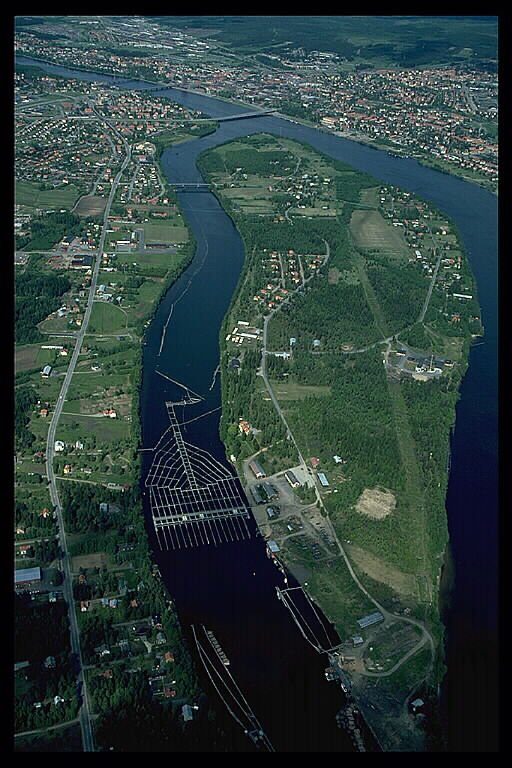
Flygfoto över Ön från 1970-talet, då det fanns ett skilje för flottningen i Lillån.

Skogsbruket i länet ökade under 1800-talet, och transporten av timmer skedde huvudsakligen via älvar och andra vattendrag. År 1883 bildades Uman flottningsbolag, som senare bytte namn till Umeå flottningsförening. Umeås första skiljeställe anlades vid Gammhultet, nära landskyrkan på Backen, men flyttades åren 1891–1914 till Nyhult vid Böle, även det nedströms Backenkyrkan. Men flottningen fortsatte att öka. Då den breda, oreglerade Umeälven omöjliggjorde sortering på försommaren, behövdes en plats där vattenflödet kunde regleras med hjälp av dammar. Valet föll på Lillån, den smalare älvfåran väster om Ön, som dittills hyst båttrafiken på älven.
År 1915, sedan Storån öster om Ön muddrats så att båttrafiken kunde flyttas dit, inleddes timmersorteringen vid Lillåns skiljeställe på sydvästra delen av Ön. Timmermängderna fortsatte öka, och rekordåret 1937, då arbetsstyrkan uppgick till 500 man och 13 miljoner "bitar" flottades på Umeälven – anlades ett andra skiljeställe. Så sent som 1967 togs ett tredje skilje i bruk, men epoken gick mot sitt slut. Den 11 december 1980 avlystes Umeälven som flottled.

### Flyktingförläggning
I slutskedet av andra världskriget hyrde Statens utlänningskommission fyra baracker och en marketenterilokal av Umeå flottningsförening för användning som flyktingförläggning och arbetsförmedlingsläger under de vintermånader 1944/1945 då lokalerna inte nyttjades. Barackerna kom i huvudsak att hysa estniska flyktingar, men även ingermanländare – även några barn. Genom lägret slussades även ett hundratal desertörer från tyska armén som tidigare varit internerade i Kusfors i norra länsdelen. Av de vuxna männen placerades de flesta i skogsarbete.

## Nutida verksamheter på Ön

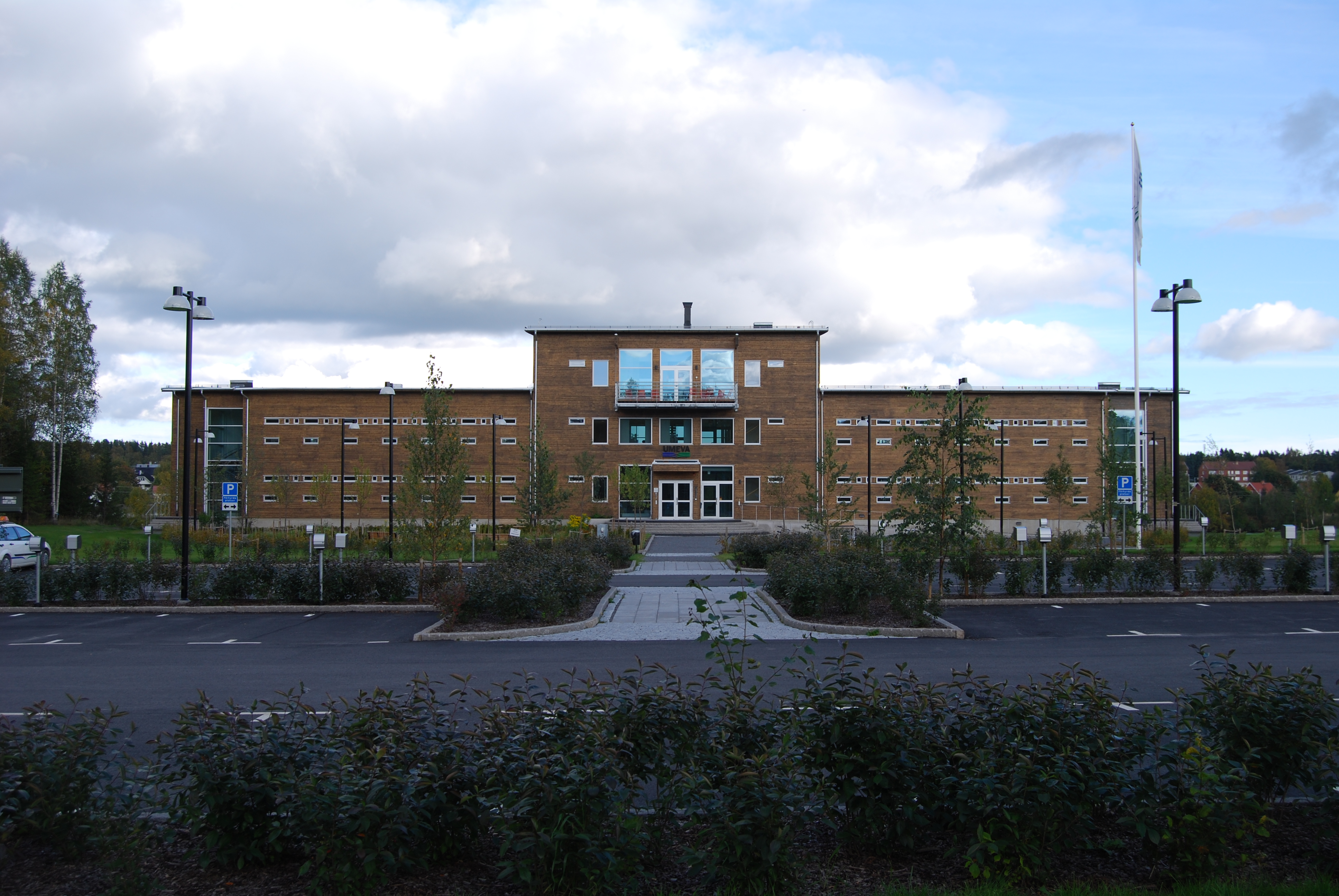
Vakin på Ön.

Vid Kolbäcksbron i sydöst ligger Umeås avloppsreningsverk, som drivs av kommunala bolaget Vakin – Vatten och Avfallskompetens i Norr AB (tidigare kallat Umeva – Umeå Vatten och Avfall AB). I söder finns också en marina, flera cateringföretag och friluftsverksamheter för mountainbike och kajakpaddling.
Mer centralt på Ön finns småskaligt jordbruk. Längst i norr huserar Umeå brukshundsklubb.

## Fågelrikt
Det lär finnas 110 fågelarter på Ön varav 5 är sällsynta och 7 rödlistade. De sällsynta är stenknäck, svarthätta, näktergal, härmsångare och nötväcka. De rödlistade är mindre flugsnappare, mindre hackspett, rosenfink, nötkråka, storspov, göktyta och tallbit.

## Byggplaner
Under många år har det förts politiska diskussioner om att bygga fler bostäder på Ön. 2009 fattades beslut om storskaligt bostadsbyggande, som skulle inledas 2010. Efter protester från de boende på Ön och andra som vill behålla Öns lantliga profil har planerna vilat under flera år. De pausade planerna grundat i att en fridlyst Vitryggiga hackspett setts vid en inventering 2017. Kommunen påbörjade arbete med detaljplan för området med namnet Norra Ön under 2020 och planen var ute på samråd fram till februari 2021.